# ザ・ボディショップ

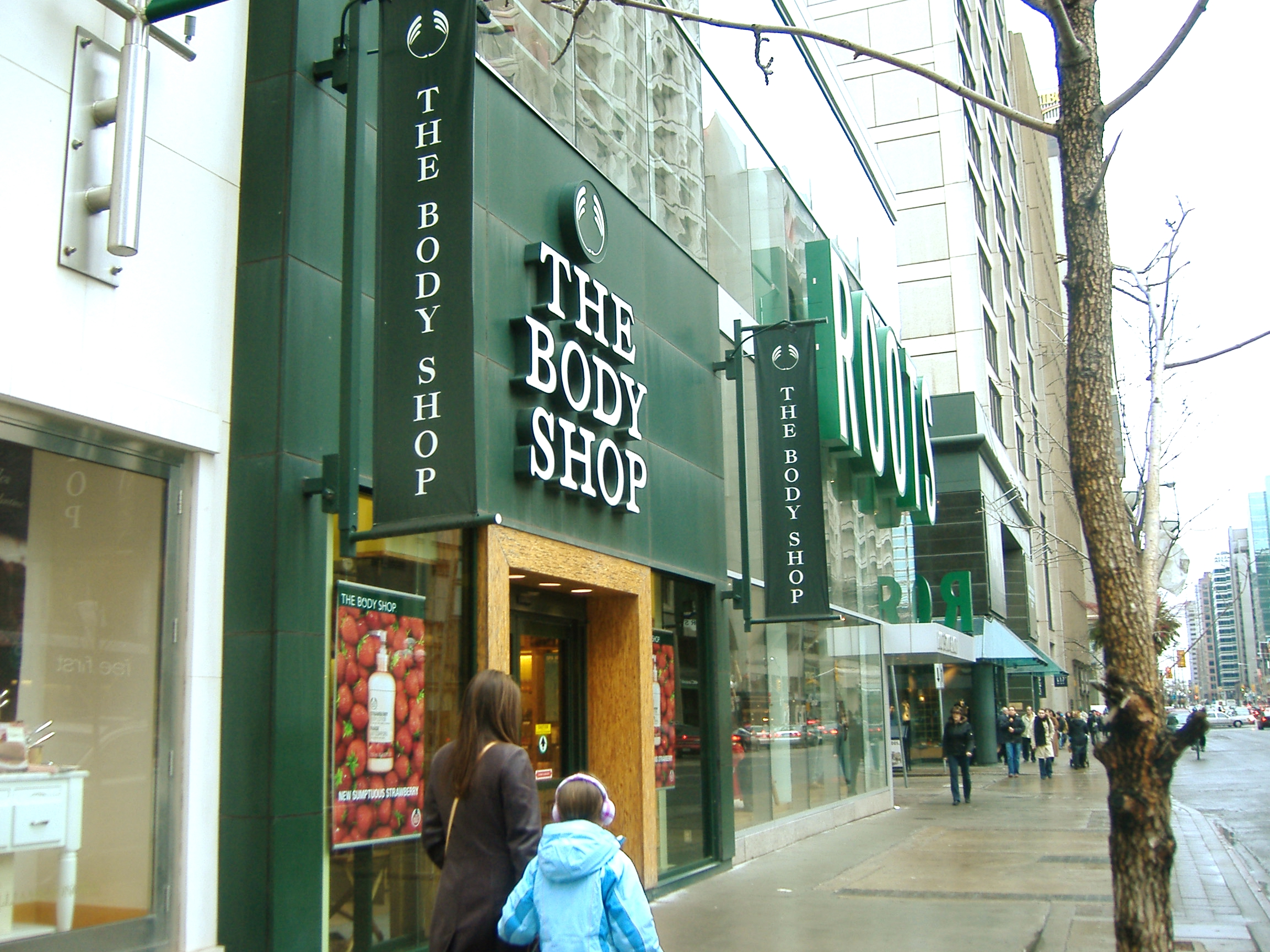
カナダトロントのダウンタウンにあるボディショップ

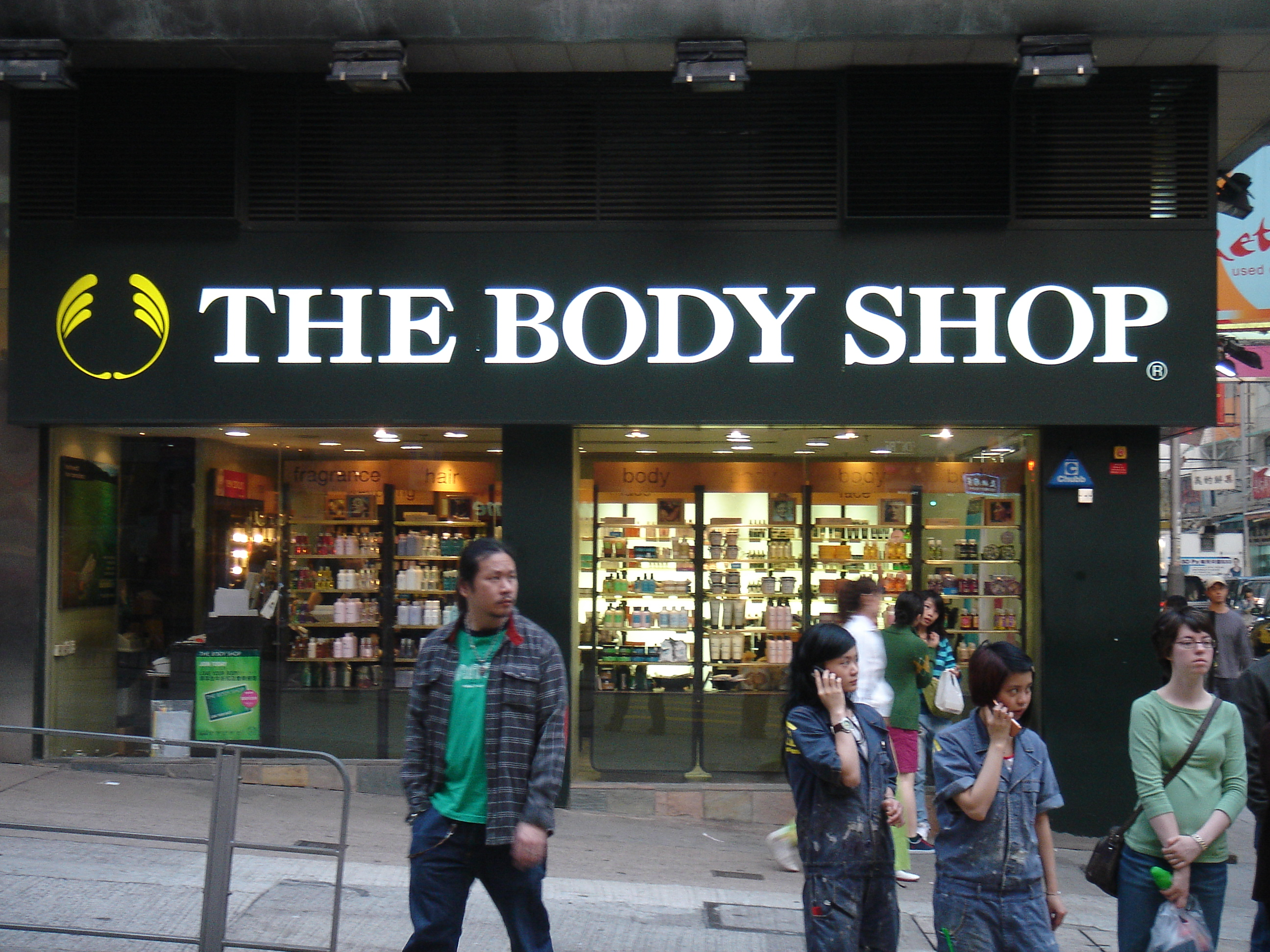
香港の尖沙咀にあるボディショップ

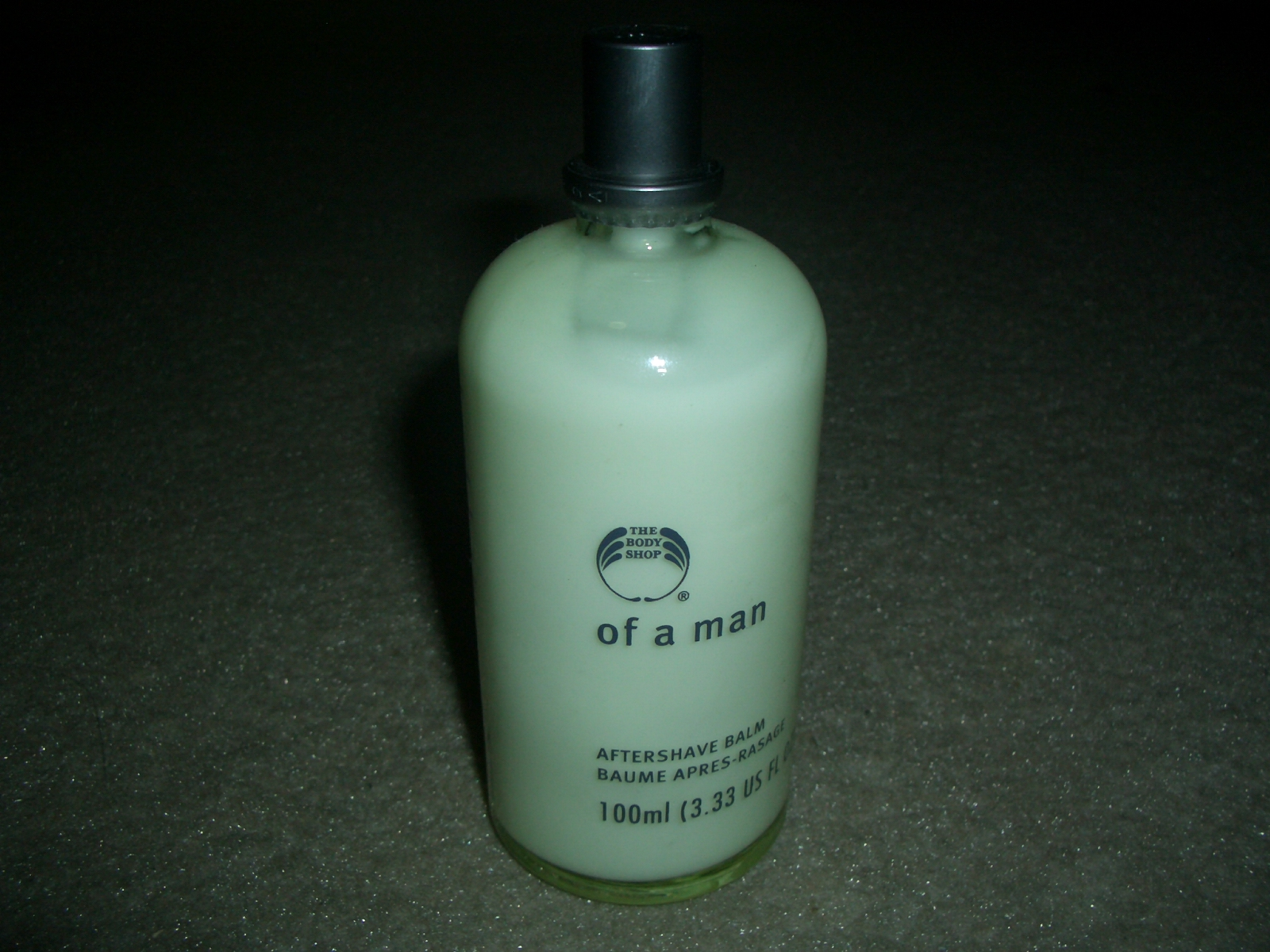
アフターシェイブ・ローション

ザ・ボディショップ (The Body Shop) は、イギリスウェスト・サセックス州リトルハンプトン(en:Littlehampton)に本社を置く化粧品メーカーである。

## 概要
1976年、アニータ・ロディックが天然原料をベースとしたオリジナル化粧品を製造、販売する企業として設立した。2007年現在、世界50カ国以上に2,000店以上を展開している。
企業の中心的な価値に、広範囲にわたる地球上の問題への対策を支援する、強い取り組みで世間の知られるところとなった。
化粧品製造における動物実験に反対する、人権擁護に積極的に取り組むなど、社会的企業として世界をリードする企業となっている。

## 企業理念（バリューズ）
ザ・ボディショップは、企業の社会的責任を果たすために、企業理念として5つのバリューズを掲げている。
- Against Animal Testing

（化粧品の動物実験に反対しています。）
- Support Community Trade

（公正な取引により、地域社会を支えています。）
- Activate Self Esteem

（自分らしい生き方を大切にしています。）
- Defend Human Rights

（ひとりひとりの人権を大切にしています。）
- Protect Our Planet

（私たちを取り巻く環境の保護に努めています。）

## 歴史
1970年、アニータ・ペレラとゴードン・ロディック（後に結婚）は、サンフランシスコ・ベイエリアを訪れた際、バークレーのテレグラフ通り（Telegraph Avenue）にあるシャンプーやローション、ボディクリームなどを売る店に出会った。2人の起業家によって「The Body Shop」と呼ばれていたその店は、環境への懸念を宣伝し、顧客に対して新しい容器を売るよりも、自分の容器を持ってくるように要請していた。そうすることで商品をディスカウントすることができた。
もとのボディショップは、1980年代に、ロディックに、アメリカでの「ボディショップ」の商標を売り、その後も「ボディタイム」と名前を変え、ベイエリアで業務を続けることになる。
1976年3月27日、初めてのボディショップがブライトンのケンジントンガーデン22に開店し、ロディックは、夫のゴードンがアメリカを廻っている間、二人の娘と共にこの地に身を置いた。
ボディショップは、バービーそっくりの、肥満の人形を作ったことがある。その人形に「世界には30億人の女性がいて、スーパーモデルのように見える女性は8人しかいない」と言うタグが添付されていた。バービーの製造元であるマテルは、後に著作権侵害を理由に、同社を訴えた。

### 初期の成功
ボディショップは、毎年50%の急成長を見せた。1984年4月には非上場の証券を扱うロンドンのUSM (Unlisted Securities Market) で扱われ、95p.の初値が付いた。
1986年1月、ロンドン証券取引所に上場、820p.で取引される。1991年までに、同社株式の時価総額は、3億5,000万ポンド（5億9,100万アメリカドル）になった。
2006年3月、ボディショップは、ロレアル社の買収案に、6億5230万ポンドで合意した。創立者のアニータとゴードン・ロディックは、これにより1億3,000万ポンドを手にしたであろうと報じられた。
ロレアルが、ボディショップが中心的な価値として否定している動物実験を、依然続けている事実などから、多くの議論を呼んでいる。2007年現在、世界中の顧客や小売業者からボイコットが起こり、特に本社があるイギリスで強い動きがあった。

### 没落
ボディショップを所有していたロレアルは、2017年にブラジルの化粧品会社・ナチュラ&コーへ株式を売却した。さらに2023年11月には、ドイツの投資企業であるアウレリウス・グループが2億7000万ポンド（約392億円）で買収した。アウレリウス・グループの手により、2024年1月にヨーロッパ・アジアの一部事業を国際的なファミリーオフィスへ売却するとともに、同年2月にはイギリス法人が破産手続きに入った。

### 日本国内の事業
日本では、ザ・ボディショップとマスターフランチャイズ契約を締結したイオン株式会社の子会社である株式会社イオンフォレストにより、1990年に日本第1号店が東京都渋谷区神宮前に「表参道店」として出店。
イオンは、2020年10月1日付で株式会社イオンフォレストの全株式をザ・ボディショップ・インターナショナル・リミテッドへ譲渡し、社名をザボディショップジャパン株式会社へ変更し、同社の日本法人の位置づけとなった。
2024年1月、ザボディショップジャパン株式会社の親会社がザ・ボディショップ・インターナショナル・リミテッドからALMA24 Limited社に変更された。

## 社会的なアクティビズム
以前から、ボディショップは、地域のイベントやチャリティを店のウィンドウで告知するなど、創業者のアクティビズム (activism) を反映していた。ロディックは、自身が環境的に無神経だと思える、美に関する産業や伝統的なものの見方を批判し、標準的な企業の行動を変えようとした。
1986年、ボディショップは、グリーンピースと同盟を組み、本社が政治的になりすぎることに関する懸念を持つフランチャイズ店がある中、「鯨を救え（Save the Whales）」キャンペーンを展開した。
ボディショップはまた、企業理念（バリューズ）に掲げたコミュニティトレードの実践も積極的に行っている。この理念は、貧困にあえぐコミュニティと取引を行い、世界経済からは置き去りのような扱いをされがちな国々から天然の素材や手作りの製品を買い付け、その対価として公正な代金を支払う、という彼らの自覚的な行動を反映したものである。1986年に行われた、初めてのコミュニティトレードは、(2007年現在 Teddy Exportsとして知られる)インド南部の小さなコミュニティから供給されたfootsie rollerで、2007年現在でも、重要なコミュニティートレード供給者である。それ以来ボディショップは地球規模の社会よりも地域社会を見つめている多くの取引相手を見つけ、2007年現在は25ヵ国35以上の地域と取引している。トレードの対象となっている原料にはババスオイル（ブラジル）、ココアバター・シアバター（ガーナ）、マルーラナッツオイル（ナミビア）、蜂蜜（ザンビア）、オリーブ（イタリア）、ティーツリーオイル（オーストラリア）、アロエベラ（グアテマラ）、ブラダーラックシーウィード（アイルランド）などがある。

### ボディショップ財団
ボディショップ財団は、市民や人々の権利、環境、動物保護の分野で、革新的で地球的なプロジェクトを支援している。ボディショップ国際公開有限会社 (Public limited company) の慈善信託 (Charitable trust) は、ボディショップと多様な資金調達団体から、毎年の寄付を受けている。
ボディショップ財団は、1990年にボディショップからなされる慈善活動への寄付をより強固にするために形成された。2007年現在までに、財団は9,500万ポンド（約20億円; 2008年1月13日のレート）を助成 (Grant (money)) している。財団は、Children On The Edge（COTE、）など、多くのプロジェクトや団体に対し、直接、物資を支援する現物寄付 (gift in kind) を定期的に行っている。

## コミュニティトレード（かつての「援助ではなく取引を」）
1991年までに、ボディショップの「援助ではなく取引を」「第三世界の人々を援助するため、彼ら自身のニーズを満たし、そのために彼らが持つ資源を利用し援助する創造的な取引を」等の独自の活動が展開されている。一つはネパールの製紙工場で始まっており、37人の雇用者がバッグ、ノートと香りつきのライナーを生産している。もう一つは33,000平方フィート（3,000平方メートル）の広さを持つグラスゴー郊外イーストハウスの窮乏地区にある石鹸工場で、それまで慢性的に失業中だった住人100人を雇用した。
時に反資本主義、反国際化とみなされがちだが、ボディショップの哲学は事実、国際市場では賛同を得ている。
ザ・ボディショップはその影響力と利益を「援助ではなく取引を」計画に用いており、公正な雇用活動、安全な労働環境および賃金の平等を目指している。
ロディックによると、中国では販売される化粧品は必ず動物実験がなされなければならないため、ボディショップは中国では販売できない。
ザ・ボディショップはその活動に関して、定期的な独立した社会監査組織による監査を受けている。

## 製品
様々な香りの製品を開発、販売しているが、どれだけ人気がある商品でも、諸般の事情で廃番になってしまう事がとても多い。 但し、一度廃番にされた商品でも、数年後に期間限定で一時的に復活したり、福袋に特別に入れられる事がある。

### 代表的なフレグランスの種類
- アナーニャ
（販売開始当初の店内POPでは「アニータ」という製品名で紹介されていた。2001年で廃番）
- デューベリー （廃番）
- ルージュベリー
- ファジーピーチ （廃番）
- バニラ （日本では廃番）
- ココナッツ
- アモリト （廃番）
- シャイマラ （廃番）
- ホワイトムスク
- オシアヌス （廃番）
- ネロリジャスミン
- スピリットオブムーンフラワー
- ゼスティーニ
- ロータスペタル
- ティーローズ （廃番）
- カシスローズ
- モロッカンローズ （2009年2月に登場）
- サクラ （2009年2月に登場）